# Ducat d'Oels
El Ducat d'Oels (en alemany: Herzogtum Oels) o Ducat d'Oleśnica (en Polonès Ksiestwo Olesnickie, llatí: Ducatus Olsnensis) va ser un dels ducats de Silèsia amb capital a Oleśnica a la Baixa Silèsia, Polònia. Governada inicialment pels piastes de Silèsia, va ser adquirida pels ducs Münsterberg (Ziębice) de la família Podiebrad a partir del 1495 i va ser heretada per la casa de Württemberg el 1649. Conquerida per Prússia el 1742, fou infeudada als ducs de Welf de Brunswick-Lüneburg des del 1792 fins a la seva dissolució el 1884.

## Història

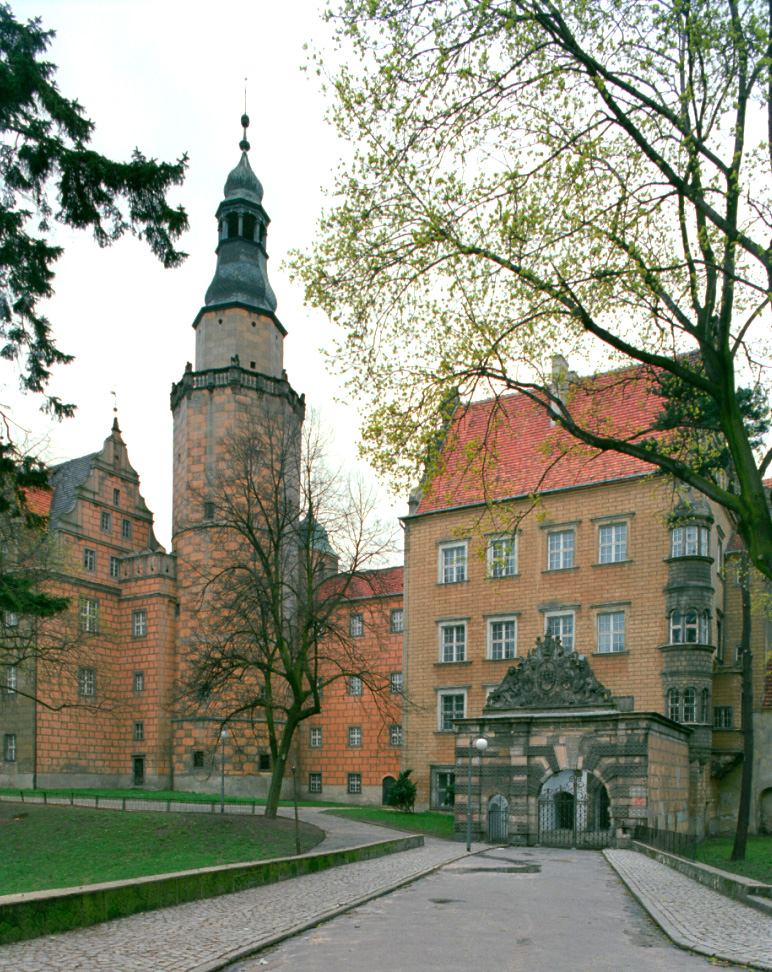
Castell d'Oleśnica

Inicialment va formar part del ducat piast de Silèsia, la zona d'Oleśnica va passar a formar part del ducat de Głogów el 1294, arran d'un conflicte armat entre el duc Enric III de Głogów i el seu cosí Enric V el Gros, duc de Wrocław. Després de la mort del duc Enric III el 1309, va obtenir una autonomia significativa durant la divisió de les terres de Głogów i la creació del ducat d'Oleśnica per al fill d'Enric Bolesław el 1313, succeït pel seu germà Konrad I el 1321.
Konrad va buscar protecció contra les demandes d'herència plantejades pels seus cosins Piast i el rei Ladislau I de Polònia, a la corona de Bohèmia i el 1329 va jurar fidelitat al rei luxemburguès Joan el Cec. En bones relacions amb el rei Joan i el seu fill l'emperador Carles IV, el duc Konrad I va poder adquirir l'àrea de Ko areale a la mort del duc Bolesław de Bytom el 1355. El seu fill el duc Konrad II el Gris va comprar la ciutat de Kąty i la meitat del ducat d'Ścinawa al duc Enric VIII el pardal. Va llegar possessions considerables al seu successor Konrad III el Vell el 1403.
Oleśnica va continuar sent un feu bohemi, que des del 1413 va ser governat pels fills del duc Konrad III. Mentre Konrad IV el Vell adquirí el títol de duc de Bernstadt (Bierutów) i es convertí en bisbe de Wrocław el 1417, els seus germans menors Konrad V Kantner i Konrad VII el Blanc el 1437 assoliren la seva renovada infeudació per part de l'emperador Segimon. Els fills de Konrad V, Konrad IX el Negre i Konrad X el Blanc van assumir la regla el 1450 i van tornar a retre homenatge al rei bohemi George de Poděbrady. Així, després que la branca local dels Piast de Silèsia s'hagués extingit amb la mort del duc Konrad X el 1492, el duc Enric de Münsterberg, fill del predeterminat rei bohemi George de Poděbrady, va reclamar el feu cessat per a ell i els seus descendents. Les seves afirmacions van ser finalment reconegudes pel rei successor de George Vladislau II de Bohèmia el 1495, després que els països estatals Syców (Groß Wartenberg), Żmigród (Trachenberg) i Milicz (Militsch) s'haguessin separat.

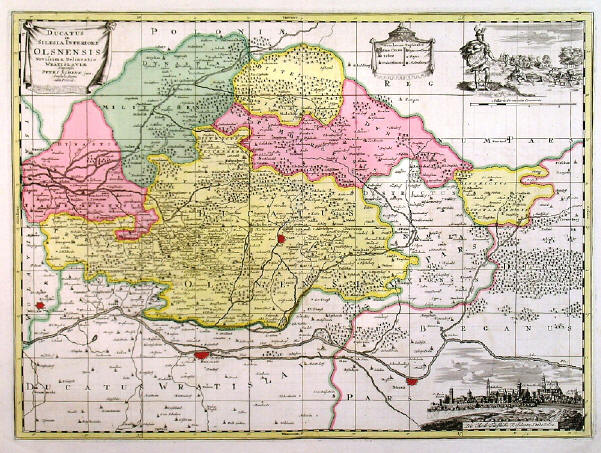
Ducatus in Silesia Inferiore Olsnensis, gravat per Pieter Schenk el Jove, cap al 1720

Quan la dinastia Poděbrad es va extingir el 1647, l'emperador dels Habsburg Ferran III, rei de Bohèmia, va infeudar a Silvi I Nimrod de Württemberg amb Oleśnica, que s'havia casat amb la filla de l'últim duc Podiěbrad. El ducat va romandre sota la Corona de Bohèmia fins que el 1742 fou conquerit pel Regne de Prússia en el transcurs de les guerras de Silèsia.
Els ducs de Württemberg van romandre terratinents fins que el 1792 el ducat va ser heretat per Frederic agost de Brunswick-Lüneburg, fill de Carles I de Brunsvic-Wolfenbüttel. Des del 1815, Oleśnica va ser governada en unió personal amb el ducat de Brunswick fins a la seva dissolució després que el duc Guillem havia mort sense descendència el 1884.
Els ducs de Württemberg van romandre propietaris fins que el 1792 el ducat va ser heretat per Frederick Augustus, Príncep de Brunswick-Wolfenbüttel-Oels, fill de Carles I de Brunsvic-Wolfenbüttel. Des del 1815, Oleśnica va ser governada en unió personal amb el ducat de Brunswick fins a la seva dissolució després que el duc Guillem hagués mort sense descendència el 1884.